# NCCR Nr. G1 und G2
Die Fahrzeuge mit den Nummern G1 und G2 der New Cape Central Railway (NCCR) waren Gelenklokomotiven der Bauart Garratt mit der Achsfolge (1'C1')(1'C1'). 
Die beiden Lokomotiven wurden 1923 von Beyer-Peacock geliefert. Anlass für die Beschaffung waren die schwierigen Verhältnisse auf der kurven- und steigungsreichen Strecke der NCCR zwischen Worcester und Mossel Bay. 
Die Lokomotiven ähnelten der Klasse GC, die 1924 nach deren Vorbild entstanden war, hatten jedoch bei etwa gleichem Gesamtgewicht einen größeren Zylinderdurchmesser, eine höhere Zugkraft und größere Heiz- und Überhitzerflächen. Deshalb wurden sie nach der Übernahme der NCCR durch die South African Railways (SAR) im Jahr 1925 in die separate Klasse GK eingeordnet (die vorangehenden Klassenbezeichnungen GI und GJ wurden nie vergeben). 
Eine weitere Lokomotive der gleichen Bauart wurde 1925 als Industrielokomotive an die Vryheid Railway Coal & Iron Co. geliefert. 1969 – zwölf Jahre nach der Außerdienststellung der SAR-Lokomotiven – wurde sie ausgemustert und durch eine von der SAR gekaufte Lok der Klasse GCA ersetzt.
Alle drei Lokomotiven wurden nach ihrer Ausmusterung verschrottet.